# Viscum exiguum
Viscum exiguum är en sandelträdsväxtart som beskrevs av Polhill & Wiens. Viscum exiguum ingår i släktet mistlar, och familjen sandelträdsväxter. Inga underarter finns listade i Catalogue of Life.